# Chang Hye-jin
Chang Hye-jin (n. 13 mai 1987, Daegu, Coreea de Sud) este o arcașă ce a reprezentat Coreea de Sud, medaliată olimpică. A participat la o ediție a Jocurilor Olimpice (2016) în care a câștigat două medalii de aur.